# Jeronymus van Diest (I)
Jeronymus van Diest (I), Jeronymus ook gespeld als Hieronimus, (Den Haag, ca. 1600 – ?) was een Nederlands schilder.
Hij was gespecialiseerd in grisailles en was leraar van Adriaen Pietersz. van de Venne.